# Justizvollzugsanstalt Cottbus-Dissenchen
Die Justizvollzugsanstalt Cottbus-Dissenchen (abgekürzt JVA Cottbus-Dissenchen) ist eine Justizvollzugsanstalt des Landes Brandenburg im Cottbuser Ortsteil Dissenchen. In dem Gefängnis sind männliche erwachsene Straftäter untergebracht. Seit 2002 ersetzt sie die ehemalige JVA Cottbus, die an der Bautzener Straße lag und jetzt eine Gedenkstätte ist.

## Zuständigkeit
In der JVA Cottbus-Dissenchen verbüßen männliche erwachsene Strafgefangene im geschlossenen und offenen Vollzug Freiheitsstrafen. Des Weiteren sitzen jugendliche und heranwachsende Verurteilte ein. Außerdem werden hier die Untersuchungshäftlinge des Landgerichtsbezirkes Cottbus untergebracht. 2013 existierten 502 Haftplätze im geschlossenen (108 für Untersuchungshaft, 394 für Strafhaft) und 66 im offenen Vollzug.

## Personal
In der JVA Cottbus-Dissenchen sind zurzeit 237 Mitarbeiter, davon 179 des allgemeinen Vollzugsdienstes beschäftigt.

## Gefangenbetreuung
Neben den anstaltseigenen Arbeitsplätzen in der Wäscherei, Gärtnerei, Bäckerei, Küche u. a. bieten drei Unternehmen 110 Arbeitsplätze innerhalb der JVA an. Auch können hier Schulabschlüsse und Qualifikationen in handwerklichen Berufen oder im Küchenbereich erworben werden.